# Грийн (окръг, Мисисипи)
Вижте пояснителната страница за други населени места с името Грийн.
Окръг Грийн (на английски: Greene County) е окръг в щата Мисисипи, Съединени американски щати. Площта му е 1862 km², а населението - 13 299 души (2000). Административен център е град Лийксвил.